# Stella (satélite)
Stella es el nombre de un satélite artificial francés lanzado junto con el satélite Spot 3 el 26 de septiembre de 1993 desde el puerto espacial de Kourou, en la Guayana Francesa, mediante un cohete Ariane.
Stella es un satélite pasivo utilizado para realizar mediciones geodésicas. Se trata de una esfera densa de aleación de uranio con 60 reflectores láser en su superficie que permiten mediciones geodésicas muy precisas para determinar, con precisión de hasta 1 cm, el geoide, las mareas terrestres y oceánicas y movimientos tectónicos.
Stella fue lanzado como complemento a un satélite similar lanzado en 1975, Starlett.